# Lucembursko na Letních olympijských hrách 2008
Lucembursko se účastnilo Letních olympijských her 2008 a zastupovalo ho 13 sportovců v 7 sportech (9 mužů a 4 ženy). Vlajkonošem výpravy během zahajovacího ceremoniálu byl Raphaël Stacchiotti. Nejmladším z týmu byl Raphaël Stacchiotti, kterému v době konání her bylo 16 let. Nejstarší z týmu byla Ni Sia-lien, které bylo v době konání her 45 let. Nikomu z výpravy se během her nepodařilo získat medaili.

## Disciplíny

### Cyklistika
| Sportovec     | Disciplína                       | Čas     | Pořadí |
| ------------- | -------------------------------- | ------- | ------ |
| Kim Kirchen   | Závod s hromadným startem – muži | 6:26:40 | 45.    |
| Kim Kirchen   | Časovka – muži                   | 1:06:29 | 23.    |
| Andy Schleck  | Závod s hromadným startem – muži | 6:23:49 | 4.     |
| Fränk Schleck | Závod s hromadným startem – muži | 6:26:27 | 42.    |

### Jachting
| Sportovkyně | Disciplína | Etapa | Etapa | Etapa | Etapa | Etapa | Etapa | Etapa | Etapa | Etapa | Etapa   | Etapa           | Body | Pořadí |
| Sportovkyně | Disciplína | 1     | 2     | 3     | 4     | 5     | 6     | 7     | 8     | 9     | 10      | Medailový závod | Body | Pořadí |
| ----------- | ---------- | ----- | ----- | ----- | ----- | ----- | ----- | ----- | ----- | ----- | ------- | --------------- | ---- | ------ |
| Marc Schmit | Laser      | 30    | 39    | 25    | 35    | 30    | 35    | 41    | 40    | 33    | zrušeno | vyřazen         | 227  | 42.    |

### Judo
| Sportovec    | Disciplína    | 1/32                           | 1/16         | Čtvrtfinále  | Semifinále   | Opravy 1                          | Opravy 2                      | Opravy 3     | Finále/Bronzová medaile | Pořadí |
| Sportovec    | Disciplína    | Soupeř                         | Soupeř       | Soupeř       | Soupeř       | Soupeř                            | Soupeř                        | Soupeř       | Soupeř                  | Pořadí |
| ------------ | ------------- | ------------------------------ | ------------ | ------------ | ------------ | --------------------------------- | ----------------------------- | ------------ | ----------------------- | ------ |
| Marie Müller | Ženy do 52 kg | Soraja Haddad PROHRA 0000–0211 | nepostoupila | nepostoupila | nepostoupila | Hortense Diédhiou VÝHRA 1001–0001 | Kim Kjong-ok PROHRA 0001–0010 | nepostoupila | nepostoupila            |        |

### Plavání
| Sportovec           | Disciplína                | Rozplavba | Rozplavba | Semifinále   | Semifinále   | Finále       | Finále       |
| Sportovec           | Disciplína                | Čas       | Pořadí    | Čas          | Pořadí       | Čas          | Pořadí       |
| ------------------- | ------------------------- | --------- | --------- | ------------ | ------------ | ------------ | ------------ |
| Laurent Carnol      | 200 m prsa – muži         | 2:15,87   | 40.       | nepostoupil  | nepostoupil  | nepostoupil  | nepostoupil  |
| Alwin de Prins      | 100 m prsa – muži         | 1:03,64   | 51.       | nepostoupil  | nepostoupil  | nepostoupil  | nepostoupil  |
| Raphaël Stacchiotti | 200 m volný způsob – muži | 1:42,01   | 49.       | nepostoupil  | nepostoupil  | nepostoupil  | nepostoupil  |
| Sportovkyně         | Disciplína                | Rozplavba | Rozplavba | Semifinále   | Semifinále   | Finále       | Finále       |
| Sportovkyně         | Disciplína                | Čas       | Pořadí    | Čas          | Pořadí       | Čas          | Pořadí       |
| Christine Mailliet  | 200 m volný způsob – ženy | 2:02,91   | 39.       | nepostoupila | nepostoupila | nepostoupila | nepostoupila |

### Sportovní gymnastika
| Sportovec     | Disciplína     | Kvalifikace | Kvalifikace | Kvalifikace | Kvalifikace | Kvalifikace | Kvalifikace | Kvalifikace | Kvalifikace | Finále      | Finále      | Finále      | Finále      | Finále      | Finále      | Finále      | Finále      |
| Sportovec     | Disciplína     | Nářadí      | Nářadí      | Nářadí      | Nářadí      | Nářadí      | Nářadí      | Celkem      | Pořadí      | Nářadí      | Nářadí      | Nářadí      | Nářadí      | Nářadí      | Nářadí      | Celkem      | Pořadí      |
| Sportovec     | Disciplína     | Prostná     | Kůň našíř   | Kruhy       | Přeskok     | Bradla      | Hrazda      | Celkem      | Pořadí      | Prostná     | Kůň našíř   | Kruhy       | Přeskok     | Bradla      | Hrazda      | Celkem      | Pořadí      |
| ------------- | -------------- | ----------- | ----------- | ----------- | ----------- | ----------- | ----------- | ----------- | ----------- | ----------- | ----------- | ----------- | ----------- | ----------- | ----------- | ----------- | ----------- |
| Sascha Palgen | Víceboj – muži | 15,200      | 13,000      | 14,325      | 15,725      | 14,225      | 13,600      | 86,075      | 37.         | nepostoupil | nepostoupil | nepostoupil | nepostoupil | nepostoupil | nepostoupil | nepostoupil | nepostoupil |

### Stolní tenis
| Sportovkyně | Disciplína     | Základní část | První kolo | Druhé kolo              | Třetí kolo         | Čtvrté kolo  | Čtvrtfinále  | Semifinále   | Finále/Bronzová medaile | Finále/Bronzová medaile |
| Sportovkyně | Disciplína     | Soupeř        | Soupeř     | Soupeř                  | Soupeř             | Soupeř       | Soupeř       | Soupeř       | Soupeř                  | Pořadí                  |
| ----------- | -------------- | ------------- | ---------- | ----------------------- | ------------------ | ------------ | ------------ | ------------ | ----------------------- | ----------------------- |
| Ni Sia-lien | Dvouhra – ženy | Bye           | Bye        | Chuang I-chua VÝHRA 4–1 | Li Jiao PROHRA 1–4 | nepostoupila | nepostoupila | nepostoupila | nepostoupila            | nepostoupila            |

### Triatlon
| Sportovec/Sportovkyně | Disciplína      | Plavání (1500 m) | První výměna | Jízda na kole (10 km) | Druhý výměna | Běh (10 km) | Celkový čas | Pořadí |
| --------------------- | --------------- | ---------------- | ------------ | --------------------- | ------------ | ----------- | ----------- | ------ |
| Dirk Bockel           | Triatlon – muži | 18:26            | 0:27         | 57:52                 | 0:27         | 34:19       | 1:51:31.01  | 25.    |
| Elizabeth May         | Triatlon – ženy | 20:26            | 0:30         | 1:05:56               | 0:33         | 40:30       | 2:07:55.58  | 41.    |